# Anthony Leggett
Anthony James Leggett, KBE (Londres, 26 de março de 1938) é um físico teórico e professor emérito da Universidade de Illinois em Urbana-Champaign. Leggett é amplamente reconhecido como um líder mundial na teoria da física de baixa temperatura, e seu trabalho pioneiro sobre superfluidez foi reconhecido pelo Prêmio Nobel de Física de 2003. Ele moldou a compreensão teórica dos líquidos de hélio normais e superfluidos e dos superfluidos fortemente acoplados. Ele definiu direções para pesquisas na física quântica de sistemas dissipativos macroscópicose uso de sistemas condensados para testar os fundamentos da mecânica quântica.

## Pesquisa

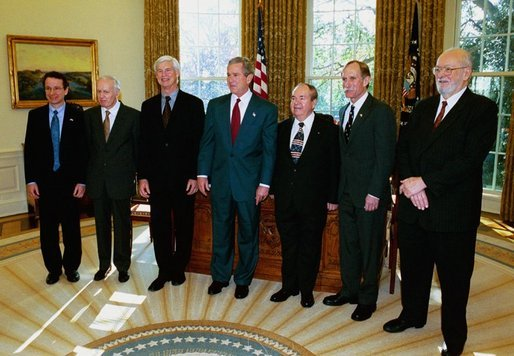
George W. Bush recepciona seis prêmios Nobel de 2003. Anthony James Leggett é o segundo a partir da esquerda.

Sua pesquisa se concentra na supercondutividade do cuprato, superfluidez em gases atômicos altamente degenerados, propriedades de baixa temperatura de sólidos amorfos, questões conceituais na formulação da mecânica quântica e computação quântica topológica.
A edição de 29 de dezembro de 2005 do International Herald Tribune publicou um artigo, "Novos testes da realidade 'assustadora' de Einstein", que se referia ao debate do outono de 2005 de Leggett em uma conferência em Berkeley, Califórnia, com o Prêmio Nobel Norman Ramsey da Universidade de Harvard. Ambos debateram o valor das tentativas de mudar a teoria quântica. Leggett achava que as tentativas eram justificadas, Ramsey se opôs. Leggett acredita que a mecânica quântica pode estar incompleta por causa do problema de medição quântica.